# 白と黒の恋人たち
『白と黒の恋人たち』（しろとくろのこいびとたち、原題：Sauvage Innocence）は、2001年12月19日にフランスより公開されたモノクロフィルム映画作品。若き映画監督と女優志望の学生の恋物語を描く作品。2001年ヴェネチア国際映画祭国際批評家連盟賞を受賞した。フィリップ・ガレル監督、メディ・ベラ・カセムとジュリア・フォールが主演を担当する。
日本では2002年12月21日よりギャガ・コミュニケーションズ、ビターズ・エンドにて全国順次劇場公開された。また、2003年7月4日にメディアファクトリーよりDVD（ZMBY-1520）が発売されている。

## キャスト
| 役名           | 俳優                     | 日本語版吹き替え |
| -------------- | ------------------------ | ---------------- |
| フランソワ     | メディ・ベラ・カセム     | 桐本琢也         |
| リュシー       | ジュリア・フォール       | 高森奈緒         |
| シャス         | ミシェル・シュボール     | 石塚運昇         |
| ジャジャ       | ジュザンナ・ヴァルコニー | 相沢恵子         |
| オーギュスタン | ジェローム・ユゲ         | 水島大宙         |
| マルコ         | マニュエル・フレッシュ   | 小室正幸         |

- その他の声の吹き替え：山門久美／上田陽司／水落幸子／奥田啓人／田村聖子／市川まゆ美／森口芽衣

## 日本語版制作スタッフ
- プロデューサー：桐澤規子（メディアファクトリー）
- 演出：久保宗一郎
- 吹替翻訳：久布白仁司（フェルヴァント）
- 字幕：寺尾次郎
- 録音・調整：東北新社スタジオ
- 制作担当：齋藤学（東北新社）
- 日本語版制作：メディアファクトリー、東北新社

## スタッフ
- 監督：フィリップ・ガレル
- 脚本：フィリップ・ガレル、アルレット・ラングマン、マルク・ショロデンコ
- 製作：マルティーヌ・カッシネリ
- 撮影：ラウール・クタール
- 音楽：ジャン＝クロード・ヴァニエ
- 録音：アレクサンドル・アブラール
- 編集：フランソワーズ・コラン